# Moord op Peter R. de Vries
Op 6 juli 2021 vond er een moordaanslag op Peter R. de Vries plaats in Amsterdam. De Nederlandse misdaadjournalist werd op straat neergeschoten. Negen dagen later overleed Peter R. de Vries in het ziekenhuis aan de opgelopen verwondingen.

## Verloop
Peter R. de Vries kwam rond 19.30 uur uit de tv-studio van RTL Boulevard aan het Leidseplein, waar hij in het rechtstreeks uitgezonden tv-programma te gast was geweest om over de zaak rondom de doodgeschoten kapper Seif Ahmed te praten. Onderweg naar zijn auto (met als doel naar Utrecht te rijden voor een huisbezichtiging) werden in de Lange Leidsedwarsstraat van nabij vijf kogels op hem afgeschoten, minstens één kogel trof hem in het hoofd. De Vries werd ter plekke gereanimeerd en in kritieke toestand naar een ziekenhuis gebracht.
De politie hield diezelfde avond drie personen aan, onder wie de mogelijke schutter. Twee verdachten zaten in een auto die op de A4 bij Leidschendam tot stilstand werd gebracht. De derde persoon, die in Amsterdam was aangehouden, bleek niets met de aanslag te maken te hebben en werd de volgende ochtend vrijgelaten.

## Verdachten
De twee verdachten die op de A4 werden aangehouden, zijn de destijds 21-jarige Delano G., die als vermoedelijke schutter werd gezien, en de destijds 35-jarige Pool Kamil E., die de vluchtauto bestuurde. Laatstgenoemde wordt er ook van verdacht verkenner te zijn geweest.
In juli 2022 werd ook de 27-jarige man Krystian M. opgepakt, die ervan verdacht werd de huurmoordenaar en de chauffeur van de vluchtauto te hebben gerekruteerd. Een dag later werden nog twee personen gearresteerd. Zij werden door het OM ervan verdacht in opdracht de aanslag gefilmd te hebben.
In april 2025 werd de 39-jarige Raily B. op Curaçao opgepakt, omdat hij ervan verdacht wordt een "leidinggevende rol" te hebben bij de criminele organisatie die achter de moord zat. B. zat toen al op Curaçao gevangen, na een veroordeling tot 20 jaar cel vanwege een schietpartij op luchthaven Hato.

## Rechtszaak
Het onderzoek naar de aanslag kreeg de willekeurig gekozen naam 'Iraklia'. Op 18 oktober en 6 december 2021 waren de eerste pro-formazittingen.
Het proces tegen de twee verdachten begon in juni 2022 in Amsterdam. In juni 2024 veroordeelde de Rechtbank Amsterdam drie mannen voor de moord tot gevangenisstraffen tot 28 jaar. Vier anderen werden veroordeeld tot celstraffen van maximaal veertien jaar wegens medeplichtigheid.
Twee verdachten werden vrijgesproken, omdat zij uitsluitend waren verdacht van deelname aan een criminele organisatie, wat volgens de rechtbank niet bewezen kon worden.
Schutter Delano G. en chauffeur Kamil E. werden veroordeeld tot 28 jaar gevangenisstraf. Krystian M. (29), werd gezien als de 'moordmakelaar'. Hij kreeg 26 jaar gevangenisstraf. Hij was de enige die zijn medeplichtigheid toegaf en tijdens de rechtszaak zijn excuses aanbood aan de familieleden van De Vries.

## Reacties

### Nederland
Op de avond van de aanslag gaven de Amsterdamse burgemeester Femke Halsema, hoofdofficier van justitie René de Beukelaer en politiechef Frank Paauw een persconferentie. Halsema noemde De Vries "een nationale held, een zeldzaam moedige journalist".
Ook de Nederlandse premier Mark Rutte en minister van Justitie en Veiligheid Ferdinand Grapperhaus gaven een persconferentie. De aanslag "raakt journalisten en beschadigt onze samenleving", aldus Grapperhaus.
De Nederlandse Vereniging van Journalisten stelde: "Dit treft de journalistiek recht in het hart."
RTL Boulevard kwam een dag na de aanslag met een uitzending die volledig in het teken van de aanslag stond en om herinneringen aan De Vries op te halen. Toen De Vries overleed, kwam RTL Boulevard diezelfde avond met een dubbele aflevering die opnieuw volledig in het teken van De Vries stond. Diverse (oud-) collega's schoven aan om De Vries te eren.
Terwijl in het ziekenhuis getracht werd Peter R. de Vries te redden betuigden vele Nederlanders hun sympathie, onder wie ook personen die betrokken waren bij onopgeloste zaken die door De Vries onder de aandacht waren gebracht, zoals Harry van der Stap, de vader van Anneke van der Stap. De aandacht die De Vries in zijn televisieprogramma besteedde aan onder meer deze zaak leverde vervolgens 26 tips op en gaf de nabestaanden morele steun.
Op 21 juli 2021 werd in Koninklijk Theater Carré een publiek afscheid georganiseerd, waar duizenden bezoekers de laatste eer aan hem kwamen bewijzen.
Op 15 juli 2024 werd in Amsterdam op het Leidseplein een monument voor De Vries onthuld. Het monument, gemaakt door Rini Hurkmans, heet Tegen alle stromen in.

### Buitenland
Ursula von der Leyen, voorzitter van de Europese Commissie, riep een dag na de aanslag op Twitter de Nederlandse autoriteiten op om de daders voor het gerecht te brengen.